# Þórir Jóhann Helgason
Þórir Jóhann Helgason, né le 28 septembre 2000 à Hafnarfjörður en Islande, est un footballeur international islandais qui évolue au poste de milieu offensif à Lecce.

## Biographie

### En club
Þórir Jóhann Helgason débute en professionnel avec le club de Haukar Hafnarfjörður, en deuxième division islandaise. En 2018, il rejoint le FH Hafnarfjörður, il découvre alors la première division islandaise, jouant son premier match le 2 septembre 2018 face au KR Reykjavik. Il entre en jeu ce jour-là et se fait remarquer en inscrivant également son premier but pour le FH Hafnarfjörður, participant à la victoire des siens (4-0),.
Le 15 juillet 2021, il s'engage en faveur du club italien de l'US Lecce pour un contrat de quatre saisons,. Il joue son premier match pour Lecce le 15 août 2021, à l'occasion d'une rencontre de coupe d'Italie face au Parme Calcio 1913. Il est titularisé et son équipe l'emporte par trois buts à un.
Le 31 août 2023, Þórir Jóhann Helgason prend la direction de l'Allemagne en s'engageant en faveur de l'Eintracht Brunswick sous la forme d'un prêt d'une saison.

### En sélection
Þórir Jóhann Helgason compte trois sélections avec l'équipe d'Islande des moins de 19 ans, toutes obtenues en 2018.
Avec les espoirs, il participe au championnat d'Europe espoirs en 2021. Lors de cette compétition organisée en Hongrie et en Slovénie, il ne joue qu'une seule rencontre, face à l'équipe de France. Avec un bilan peu reluisant de trois défaites en trois matchs, huit buts encaissés et seulement un but marqué, l'Islande est éliminée dès le premier tour.
Le 30 mai 2021, il honore sa première en sélection avec l'équipe nationale d'Islande face au Mexique. Il est titulaire lors de cette rencontre qui se solde par la défaite des siens (2-1).

## Palmarès
FH Hafnarfjörður
- Championnat d'Islande :
  - Vice-champion : 2020.

- Coupe d'Islande :
  - Finaliste : 2019.